# دييغو فيلا
دييغو فيلا (بالإسبانية: Diego Vela Vázquez)‏ (27 نوفمبر 1991 في إسبانيا - ) هو لاعب كرة قدم إسباني في مركز جناح ‏. لعب مع راسينغ فيرول.

## وصلات خارجية
- دييغو فيلا على موقع قاعدة بيانات كرة القدم.إي يو (الإنجليزية)
- دييغو فيلا على موقع Soccerway.com (الإنجليزية)